# Pływanie na Mistrzostwach Świata w Pływaniu 2017 – 1500 m stylem dowolnym kobiet
1500 m stylem dowolnym kobiet – jedna z konkurencji, która odbyła się podczas Mistrzostw Świata w Pływaniu 2017. Eliminacje będą miejsce 24 lipca, a finał 25 lipca.
Amerykanka Katie Ledecky po raz trzeci z rzędu została mistrzynią świata w tej konkurencji, uzyskawszy w finale czas 15:31,82. Srebrny medal zdobyła Hiszpanka Mireia Belmonte, która ustanowiła nowy rekord swojego kraju (15:50,89). Brąz wywalczyła reprezentantka Włoch Simona Quadarella (15:53,86).

## Rekordy
Przed zawodami rekordy świata i mistrzostw wyglądały następująco:
| Rekord                   | Zawodniczka   | Czas     | Miejsce    | Data             |       |
| ------------------------ | ------------- | -------- | ---------- | ---------------- | ----- |
| Rekord świata            | Katie Ledecky | 15:25,48 | Kazań      | 4 sierpnia 2015  | [ 1 ] |
| Rekord mistrzostw świata | Katie Ledecky | 15:25,48 | Kazań      | 4 sierpnia 2015  | [ 1 ] |
| Rekord świata juniorek   | Katie Ledecky | 15:28,36 | Gold Coast | 24 sierpnia 2014 | [ 2 ] |

## Liderki światowego rankingu
W tabeli umieszczono zawodniczki z najlepszymi rezultatami uzyskanymi w 2017 r. do dnia rozpoczęcia mistrzostw świata.
| Poz. | Zawodniczka       | Państwo           | Czas     | Miasto       | Data        |
| ---- | ----------------- | ----------------- | -------- | ------------ | ----------- |
| 1.   | Katie Ledecky     | Stany Zjednoczone | 15:35,65 | Santa Clara  | 1 czerwca   |
| 2.   | Leah Smith        | Stany Zjednoczone | 16:01,02 | Indianapolis | 1 lipca     |
| 3.   | Simona Quadarella | Włochy            | 16:03,55 | Rzym         | 23 czerwca  |
| 4.   | Boglárka Kapás    | Węgry             | 16:04,19 | Debreczyn    | 19 kwietnia |
| 5.   | Hannah Moore      | Stany Zjednoczone | 16:08,68 | Indianapolis | 1 lipca     |
| 6.   | Mireia Belmonte   | Hiszpania         | 16:08,73 | Pontevedra   | 10 kwietnia |
| 7.   | Ashley Twichell   | Stany Zjednoczone | 16:10,63 | Indianapolis | 1 lipca     |
| 8.   | Ajna Késely       | Węgry             | 16:11,25 | Netanja      | 30 czerwca  |
| 9.   | Kristel Kobrich   | Chile             | 16:12,89 | Santa Clara  | 1 czerwca   |
| 10.  | Hou Yawen         | Chiny             | 16:13,37 | Qingdao      | 12 kwietnia |

## Wyniki

### Eliminacje
Eliminacje rozpoczęły się 24 lipca o 10:48.
| Miejsce | Wyścig | Tor | Zawodniczka         | Państwo           | Czas     | Uwagi |
| ------- | ------ | --- | ------------------- | ----------------- | -------- | ----- |
| 1.      | 3      | 4   | Katie Ledecky       | Stany Zjednoczone | 15:47,54 | Q     |
| 2.      | 3      | 5   | Mireia Belmonte     | Hiszpania         | 16:05,37 | Q     |
| 3.      | 2      | 6   | Hou Yawen           | Chiny             | 16:05,87 | Q     |
| 4.      | 2      | 5   | Simona Quadarella   | Włochy            | 16:07,08 | Q     |
| 5.      | 2      | 4   | Boglárka Kapás      | Węgry             | 16:09,60 | Q     |
| 6.      | 3      | 6   | Kristel Köbrich     | Chile             | 16:17,28 | Q     |
| 7.      | 3      | 1   | Julia Hassler       | Liechtenstein     | 16:19,16 | Q,    |
| 8.      | 2      | 3   | Ajna Késely         | Węgry             | 16:20,98 | Q     |
| 9.      | 3      | 2   | Jimena Pérez        | Hiszpania         | 16:21,45 |       |
| 10.     | 3      | 7   | Tamila Holub        | Portugalia        | 16:24,05 |       |
| 11.     | 3      | 8   | Emma Robinson       | Nowa Zelandia     | 16:25,78 |       |
| 12.     | 2      | 7   | Celine Rieder       | Niemcy            | 16:25,99 |       |
| 13.     | 2      | 1   | Gaja Natlačen       | Słowenia          | 16:32,45 |       |
| 14.     | 2      | 8   | Olivia Anderson     | Kanada            | 16:34,50 |       |
| 15.     | 3      | 3   | Tjaša Oder          | Słowenia          | 16:34,86 |       |
| 16.     | 2      | 2   | Chen Yejie          | Chiny             | 16:53,74 |       |
| 17.     | 2      | 0   | María Bramont-Arias | Peru              | 17:01,85 |       |
| 18.     | 3      | 0   | Martina Elhenická   | Czechy            | 17:04,63 |       |
| 19.     | 1      | 3   | Alicia Mancilla     | Gwatemala         | 17:15,04 |       |
| 20.     | 1      | 5   | Ho Nam Wai          | Hongkong          | 17:17,64 |       |
| 21.     | 1      | 4   | Samantha Randle     | Południowa Afryka | 17:22,42 |       |
| 22.     | 3      | 9   | Souad Cherouati     | Algieria          | 17:25,00 |       |

### Finał
Finał odbył się 25 lipca o 17:40.
| Miejsce | Tor | Zawodniczka       | Państwo           | Czas     | Uwagi |
| ------- | --- | ----------------- | ----------------- | -------- | ----- |
| 1. !    | 4   | Katie Ledecky     | Stany Zjednoczone | 15:31,82 |       |
| 2. !    | 5   | Mireia Belmonte   | Hiszpania         | 15:50,89 | NR    |
| 3. !    | 6   | Simona Quadarella | Włochy            | 15:53,86 |       |
| 4.      | 2   | Boglárka Kapás    | Węgry             | 16:06,27 |       |
| 5.      | 3   | Hou Yawen         | Chiny             | 16:08,10 |       |
| 6.      | 7   | Kristel Köbrich   | Chile             | 16:13,46 |       |
| 7.      | 1   | Julia Hassler     | Liechtenstein     | 16:14,86 | NR    |
| 8.      | 8   | Ajna Késely       | Węgry             | 16:22,87 |       |